# Thymoites ramon
Thymoites ramon là một loài nhện trong họ Theridiidae.
Loài này thuộc chi Thymoites. Thymoites ramon được Herbert Walter Levi miêu tả năm 1964.